# Jana Mintšenkova
Jana Mintšenkova (* 19. April 1988) ist eine estnische Biathletin.
Jana Mintšenkova lief 2005 in Kontiolahti ihre ersten Junioren-Weltmeisterschaften, ohne wie auch 2006 in Presque Isle nennenswerte Ergebnisse zu erreichen. Besser lief es 2007 in Martell, wo die junge Estin 12. im Einzel und Achte mit der Staffel wurde. Im Junioren-Europacup startete sie seit 2007. In Forni Avoltri wurde sie zunächst 30. im Sprint, verbesserte sich anschließend im Verfolgungsrennen aber bis auf Rang acht. Seit der 2007/08 tritt Mintšenkova im Seniorenbereich an. Zunächst startete sie im Biathlon-Europacup. Ihre ersten Rennen in Torsby beendete sie sowohl im Sprint als auch in der Verfolgung als 38. Nur wenig später lief sie in Hochfilzen ihr erstes Rennen im Rahmen des Biathlon-Weltcups. Wie die folgenden Rennen handelte es sich zunächst nur um Staffelrennen, Einzelrennen bestritt Mintsenkova weiterhin im Rahmen des Europacups. Das änderte sich erst bei den Biathlon-Weltmeisterschaften 2008 in Östersund. Hier trat Mintsenkova  auch in der Staffel an und wurde mit Kadri Lehtla, Eveli Saue und Sirli Hanni 17., doch wurde sie zudem im Einzel eingesetzt, in dem sie auf den 91. Platz kam.

## Biathlon-Weltcup-Platzierungen
Die Tabelle zeigt alle Platzierungen (je nach Austragungsjahr einschließlich Olympische Spiele und Weltmeisterschaften).
- 1.–3. Platz: Anzahl der Podiumsplatzierungen
- Top 10: Anzahl der Platzierungen unter den ersten zehn (einschließlich Podium)
- Punkteränge: Anzahl der Platzierungen innerhalb der Punkteränge (einschließlich Podium und Top 10)
- Starts: Anzahl gelaufener Rennen in der jeweiligen Disziplin

| Platzierung                      | Einzel | Sprint | Verfolgung | Massenstart | Staffel | Gesamt |
| -------------------------------- | ------ | ------ | ---------- | ----------- | ------- | ------ |
| 1. Platz                         |        |        |            |             |         |        |
| 2. Platz                         |        |        |            |             |         |        |
| 3. Platz                         |        |        |            |             |         |        |
| Top 10                           |        |        |            |             |         |        |
| Punkteränge                      |        |        |            |             | 5       | 5      |
| Starts                           | 2      |        |            |             | 5       | 7      |
| Stand: nach der Saison 2009/2010 |        |        |            |             |         |        |